# فهرست فرودگاه‌ها بر پایه کد ایکائو: P
فهرست فرودگاه‌ها بر پایه کد فرودگاهی ایکائو: A - B - C - D - E - F - G - H - I - J - K - L - M - N - O - P - Q - R - S - T - U - V - W - X - Y - Z
ببینید: فهرست فرودگاه‌ها بر پایه کد یاتا
Format of entries is:
- ICAO (IATA) Airport Name Airport Location

## PA PF PO PP -آلاسکا
همچنین رده و فهرست را ببینید.

### PA
- PAAK (AKB) فرودگاه اتکا (FAA: AKA) آتکا، آلاسکا
- PAAL (PML) فرودگاه پورت مولر (FAA: 1AK3) کولد بی، آلاسکا
- PAAM پایگاه نیروی هوایی فرودگاه صحرایی دریفتوود بی (FAA: AK23) Dutch Harbor, Alaska
- PAAN فرودگاه گولد کینگ کریک (FAA: AK7) فیربنکس
- PAAP (PTD) پایگاه هوایی دریایی پورت الکساندر (FAA: AHP) پورت الکساندر، آلاسکا
- PAAQ (PAQ) فرودگاه شهری پالمر پالمر، آلاسکا
- PAAT (ATU) پایگاه محافظت کسکو کوو کووست Attu Island, Alaska
- PABA (BTI) فرودگاه بارتر آیلند لرس Barter Island, Alaska
- PABE (BET) فرودگاه بتل بتل، آلاسکا
- PABG (BVU) فرودگاه بلوگا (FAA: BLG) بلوگا، آلاسکا
- PABI (BIG) فرودگاه صحرایی ارتشی آلن (formerly Big Delta Army Airfield) Fort Greely / دلتا جانکشن، آلاسکا
- PABL (BKC) فرودگاه باکلند (FAA: BVK) باکلند، آلاسکا
- PABM (BMX) پایگاه نیروی هوایی بیگ ماونتن (FAA: 37AK) Big Mountain, Alaska
- PABN فرودگاه دول ماونتن لاج (FAA: IBN) Nabesna, Alaska
- PABR (BRW) فرودگاه وایلی پست-ویل راجرز مموریـال بارو، آلاسکا
- PABT (BTT) فرودگاه بتلز بتلز، آلاسکا
- PABU (BTI) Bullen Point Air Force Station (FAA: 8AK7) کاکتوویک، آلاسکا
- PABV فرودگاه بیرچ‌وود (FAA: BCV) Birchwood, Alaska
- PACA (CSP) Cape Spencer Coast Guard Heliport Cape Spencer, Alaska
- PACD (CDB) فرودگاه کولد بی کولد بی، آلاسکا
- PACE (CEM) فرودگاه سنترال سنترال، آلاسکا
- PACH (CHU) فرودگاه چواتهبالوک (FAA: 9A3) چوات‌بالوک، آلاسکا
- PACI (CIK) فرودگاه چالکییتسیک چالک‌ییتسیک، آلاسکا
- PACK (CYF) فرودگاه چفورناک (FAA: CFK) چفورناک، آلاسکا
- PACL فرودگاه کلیر / Clear Air Force Station (FAA: Z84) Clear, Alaska
- PACM (SCM) فرودگاه خلیج سکممن اسکامون بی، آلاسکا
- PACR (IRC) فرودگاه سیرکل سیتی (FAA: CRC) سرکل، آلاسکا
- PACS فرودگاه کیپ سریچف (FAA: 26AK) Cape Sarichef, Alaska
- PACV (CDV) فرودگاه مرل مودهول اسمیت کوردووا، آلاسکا
- PACX (CXF) فرودگاه کولدفوت کلدفوت، آلاسکا
- PACY (CYT) فرودگاه یاکاتاگا Cape Yakataga, Alaska
- PACZ (CZF) فرودگاه کیپ رومانزوف ال آر آر اس Cape Romanzof, Alaska
- PADE (DRG) فرودگاه دیرینگ (FAA: DEE) دیرینگ، آلاسکا
- PADG (RDB) فرودگاه رد داگ (FAA: DGG) رد داگ ماین، آلاسکا
- PADK (ADK) فرودگاه ایدک (Mitchell Field) Adak Island، آلاسکا
- PADL (DLG) فرودگاه دیلینگهام دیلینگهام، آلاسکا
- PADM (MLL) فرودگاه سر مارشال دان هانتر (FAA: MDM) مارشال، آلاسکا
- PADQ (ADQ) فرودگاه کودیاک کودیاک، آلاسکا
- PADT Duffy's Tavern Airport (FAA: DDT) اسلانا، آلاسکا
- PADU (DUT) فرودگاه آنالاسکا (Tom Madsen Airport) Unalaska, Alaska
- PADY (KKH) فرودگاه کونگیگاناک (FAA: DUY) کونگیگاناک، آلاسکا
- PAED (EDF) پایگاه شکاری المندورف-ریچاردسن انکوریج
- PAEE (EEK) فرودگاه ایک ایک، آلاسکا
- PAEG (EAA) فرودگاه ایگل ایگل، آلاسکا
- PAEH (EHM) فرودگاه کیپ نونهام لرس Cape Newenham, Alaska
- PAEI (EIL) پایگاه نیروی هوایی ایلسون، آلاسکا فیربنکس
- PAEL (ELV) پایگاه آب‌نشین الفین کووو الفین کوو، آلاسکا
- PAEM (EMK) فرودگاه اموناک (FAA: ENM) اموناک، آلاسکا
- PAEN (ENA) فرودگاه شهری کنای کنای، آلاسکا
- PAEW (WWT) فرودگاه نیوتوک (FAA: EWU) نیوتوک، آلاسکا
- PAFA (FAI) فرودگاه بین‌المللی فیربنکس فیربنکس
- PAFB (FBK) فرودگاه صحرایی ارتش لادد (Fort Wainwright AAF) فیربنکس / Fort Wainwright
- PAFE (KAE) فرودگاه کاکی (FAA: AFE) کاکی، آلاسکا
- PAFK Farewell Lake Seaplane Base (FAA: FKK) Farewell Lake, Alaska
- PAFL Tin Creek Airport (FAA: TNW) Farewell Lake, Alaska
- PAFM (ABL) فرودگاه امبلر (FAA: AFM) امبلر، آلاسکا
- PAFR (FRN) بالگردگاه ارتشی براینت (has a runway) Fort Richardson
- PAFS (NIB) فرودگاه نیکولای (FAA: FSP) Nikolai, Alaska
- PAFV (FMC) فرودگاه فایو مایل (FAA: FVM) Five Mile, Alaska
- PAFW (FWL) Farewell Airport Farewell, Alaska
- PAGA (GAL) فرودگاه ادوارد جی. پیتکا سینیور گالینا، آلاسکا
- PAGB (GBH) فرودگاه دریاچه گلبریث Galbraith Lake, Alaska
- PAGG فرودگاه کویگیلینگوک (FAA: GGV) کوئیگیلینگوک، آلاسکا
- PAGH (SHG) فرودگاه شانگناک شونگناک، آلاسکا
- PAGK (GKN) فرودگاه گالکانا گولکانا، آلاسکا
- PAGL (GLV) فرودگاه گلوین (FAA: N93) گولووین، آلاسکا
- PAGM (GAM) فرودگاه گمبل گمبل، آلاسکا
- PAGN (AGN) پایگاه آب‌نشین انگون آنگون، آلاسکا
- PAGQ (BGQ) فرودگاه بیگ لیک بیگ لیک، آلاسکا
- PAGS (GST) فرودگاه گوستوس گوستاووس، آلاسکا
- PAGT (NME) فرودگاه نایتموت (FAA: IGT) نایت‌میوت، آلاسکا
- PAGY (SGY) فرودگاه اسکگوی اسکگوی، آلاسکا
- PAHC (HCR) فرودگاه هولی کراس (FAA: HCA) هولی کراس، آلاسکا
- PAHL (HSL) فرودگاه هازلیا (FAA: HLA) هوسلیا، آلاسکا
- PAHN (HNS) فرودگاه هاینس هینز، آلاسکا
- PAHO (HOM) فرودگاه هومر میلر لندینگ، آلاسکا
- PAHP (HPB) فرودگاه خلیج هوپر هوپر بی، آلاسکا
- PAHU (HUS) فرودگاه هیوز هیوز، آلاسکا
- PAHV فرودگاه هیلی ریور (FAA: HRR) هیلی، آلاسکا
- PAHX (SHX) فرودگاه شگلوک شاگلوک، آلاسکا
- PAHY (HYG) پایگاه آب‌نشین هایدابرگ هیدابورگ، آلاسکا
- PAIG (IGG) فرودگاه ایجیگیگ ایگییوگیگ، آلاسکا
- PAII (EGX) فرودگاه اگگیک (FAA: EII) اگگیک، آلاسکا
- PAIK (IAN) فرودگاه یادبود باب بیکر کیانا، آلاسکا
- PAIL (ILI) فرودگاه ایلیامنا ایلیامنا، آلاسکا
- PAIM (UTO) فرودگاه ایندین ماونتین ال‌آرآراس Indian Mountain, Alaska
- PAIN (MCL) فرودگاه پارک ملی مک‌کینلی (FAA: INR) مک‌کینلی پارک، آلاسکا
- PAIW (WAA) فرودگاه ولز (آلاسکا) (FAA: IWK) ولز، آلاسکا
- PAJC (KCQ) فرودگاه چایگنیک (FAA: AJC) چیگنیک، آلاسکا
- PAJN (JNU) فرودگاه بین‌المللی جونو جونو، آلاسکا
- PAJO Johnstone Point Airport (FAA: 2AK5) Hinchinbrook, Alaska
- PAJV فرودگاه جونزویل ماین (FAA: JVM) سوتون آلپاین، آلاسکا
- PAJZ (KGK) فرودگاه کولیگانک (FAA: JZZ) کولیگانک، آلاسکا
- PAKD (KDK) فرودگاه شهری کودیاک کودیاک، آلاسکا
- PAKF (KFP) فرودگاه فالس پس Aleutians East Borough، آلاسکا
- PAKH (AKK) فرودگاه اخیوک اخیوک، الاسکا
- PAKI (KPN) فرودگاه کیپ‌نوک (FAA: IIK) کیپنوک، آلاسکا
- PAKK (KKA) فرودگاه کیوک آلفرد آدامز کویوک، آلاسکا
- PAKL (LKK) فرودگاه کولیک لیک Kulik Lake, Alaska
- PAKN (AKN) فرودگاه کینگ سالمون کینگ سالمون، آلاسکا
- PAKO (IKO) پایگاه هوایی نیکولسکی نیکولسکی، آلاسکا
- PAKP (AKP) فرودگاه اناکتوووک پس آناکتوووک پس، آلاسکا
- PAKT (KTN) فرودگاه بین‌المللی کچیکان کچیکان، آلاسکا
- PAKU (UUK) فرودگاه اوگنو-کوپاروک (FAA: UBW) Kuparuk, Alaska
- PAKV (KAL) فرودگاه کالتاگ کالتاگ، آلاسکا
- PAKW (KLW) فرودگاه کلاووک (FAA: AKW) کلاووک، آلاسکا
- PAKY (KYK) فرودگاه کارلوک Karluk, Alaska
- PALB (KLN) فرودگاه لارسن بی (FAA: 2A3) لارسن بی، آلاسکا
- PALG (KLG) فرودگاه کالسکاگ between the cities of کالسکاگ بالایی، آلاسکا and کالسکاگ پایینی، آلاسکا
- PALH پایگاه آب‌نشین لیک هود (FAA: LHD) انکوریج
- PALJ (PTA) فرودگاه پورت آلسوورث (FAA: TPO) پورت آلسوورث، آلاسکا
- PALN (LNI) مرکز رادار برد کوتاه پوینت لونلی (FAA: AK71) Lonely, Alaska
- PALP فرودگاه تک‌بانده آلپاین (FAA: AK15) Deadhorse, Alaska
- PALR (WCR) فرودگاه چاندالار لیک Chandalar Lake, Alaska
- PALU (LUR) فرودگاه کیپ لیسبورن لرس Cape Lisburne, Alaska
- PAMB (KMO) فرودگاه مانو کوتاک (FAA: MBA) مانوکوتاک، آلاسکا
- PAMC (MCG) فرودگاه مک‌گرات مک‌گرث، آلاسکا
- PAMD (MDO) فرودگاه میدلتن آیلند Middleton Island, Alaska
- PAMH (MHM) فرودگاه مینچومینا لیک مینچومینا، آلاسکا
- PAMK (SMK) فرودگاه میکائیل St. Michael, Alaska
- PAML (MLY) فرودگاه مانلی هات اسپرینگز منلی هات اسپرینگز، آلاسکا
- PAMM (MTM) پایگاه هوایی متلاکاتلا متلاکاتلا، آلاسکا
- PAMO (MOU) فرودگاه ماونتن ویلیج ماونتن ویلج، آلاسکا
- PAMR (MRI) فرودگاه صحرایی مریل انکوریج
- PAMX (MXY) فرودگاه مکارتی (FAA: 15Z) مک‌کارتی، آلاسکا
- PAMY (MYU) فرودگاه مکوریوک مکوریوک، آلاسکا
- PANA (WNA) فرودگاه ناپاکیاک ناپاکیاک، آلاسکا
- PANC (ANC) فرودگاه بین‌المللی تد استیونز انکوریج انکوریج
- PANI (ANI) فرودگاه انیاک آنیاک، آلاسکا
- PANN (ENN) فرودگاه شهری ننانا ننانا، آلاسکا
- PANO (NNL) فرودگاه نوندالتون (FAA: 5NN) نوندالتون، آلاسکا
- PANR (FNR) پایگاه آب‌نشین خلیج فونتر Funter Bay، آلاسکا
- PANT (ANN) فرودگاه جزیره انت Annette Island، آلاسکا
- PANU (NUL) فرودگاه نولاتو نولاتو، آلاسکا
- PANV (ANV) فرودگاه انویک آن‌ویک، آلاسکا
- PANW (KNW) فرودگاه نیو استویاهوک نیو استویاهوک، آلاسکا
- PAOB (OBU) فرودگاه کوبوک کوبوک، آلاسکا، آلاسکا
- PAOC (PCA) فرودگاه پورتیج کریک (FAA: A14) پورتج کریک، آلاسکا
- PAOH (HNH) فرودگاه هوناه هوناه، آلاسکا
- PAOM (OME) فرودگاه نوم نوم، آلاسکا
- PAOO (OOK) فرودگاه تاکسوک بی توکسوک بی، آلاسکا
- PAOR (ORT) فرودگاه نورث وی Northway, Alaska
- PAOT (OTZ) فرودگاه یادبود رالف وین کوتزه‌بیو، آلاسکا
- PAOU (NLG) فرودگاه نلسن لگون (FAA: OUL) Nelson Lagoon, Alaska
- PAPB (STG) فرودگاه سنت جورج (آلاسکا) (FAA: PBV) سنت جرج، آلاسکا
- PAPC (KPC) ایستگاه گارد ساحلی پورت کلارنس پورت کلرنس، آلاسکا
- PAPE (KPV) فرودگاه پریویل (FAA: PEV) پری‌ویل، آلاسکا
- PAPG (PSG) فرودگاه جیمز ای. جانسون پیترزبورگ پیترزبورگ، آلاسکا
- PAPH (PTH) فرودگاه پورت هایدن پورت هایدن، آلاسکا
- PAPK (PKA) فرودگاه ناپاسکیاک ناپاسکیاک، آلاسکا
- PAPM (PTU) فرودگاه پلاتین پلاتینوم، آلاسکا
- PAPN (PIP) فرودگاه پیلوت پوینت (FAA: PNP) Pilot Point, Alaska
- PAPO (PHO) فرودگاه پوینت هوپ پوینت هوپ، آلاسکا
- PAPR (PPC) فرودگاه پراسپکت کریک Prospect Creek, Alaska
- PAQC پایگاه آب‌نشین کلاووک (FAA: AQC) کلاووک، آلاسکا
- PAQH (KWN) فرودگاه کوینهاک (FAA: AQH) کوئین‌هاگاک، آلاسکا
- PAQT (NUI) فرودگاه نویکسوت (FAA: AQT) نوئیکسوت، آلاسکا
- PARC (ARC) فرودگاه آرکتیک ویلیج آرکتیک ویلج، آلاسکا
- PARS (RSH) فرودگاه روسیه میشن راشین میشن، آلاسکا
- PARY (RBY) فرودگاه روبی روبی، آلاسکا
- PASA (SVA) فرودگاه سوونگا ساوونگا، آلاسکا
- PASC (SCC) فرودگاه دادهورس Deadhorse, Alaska
- PASD (SDP) فرودگاه سند پوینت سند پوینت، آلاسکا
- PASH (SHH) فرودگاه شیشمارف شیشمارف، آلاسکا
- PASI (SIT) فرودگاه سیتکا راکی گوتیز سیتکا، آلاسکا
- PASK (WLK) فرودگاه سلویک سلاویک، آلاسکا
- PASL (SLQ) فرودگاه اسلیت‌میوت اسلیت‌میوت، آلاسکا
- PASM (KSM) فرودگاه سینت ماری آلاسکا سنت مریز، آلاسکا
- PASN (SNP) فرودگاه جزیره سینت پال St. Paul Island، آلاسکا
- PASO (SOV) فرودگاه سلدویا سلدوویا، آلاسکا
- PASP (SMU) Sheep Mountain Airport Sheep Mountain, Alaska
- PAST (UMM) فرودگاه سومیت (آلاسکا) Summit, Alaska
- PASV (SVW) فرودگاه اسپاریوان ال‌آرآراس Sparrevohn, Alaska
- PASW (SKW) فرودگاه اسکونتنا اسکوئنتنا، آلاسکا
- PASX (SXQ) سولدوتنا، آلاسکا سولدوتنا، آلاسکا
- PASY (SYA) ایستگاه هوایی اارکسون Shemya Island، آلاسکا
- PATA (TAL) فرودگاه یادبود رالف ام. کالهون تانانا، آلاسکا
- PATC (TNC) فرودگاه تین سیتی ال. آر. آر. اس Tin City, Alaska
- PATE (TLA) فرودگاه تلر (FAA: TER) تلر، آلاسکا
- PATG (TOG) فرودگاه توگیاک توگیاک، آلاسکا
- PATJ (TKJ) فرودگاه توک توک، آلاسکا
- PATK (TKA) فرودگاه تالکیتنا تالکیتنا، آلاسکا
- PATL (TLJ) فرودگاه تاتالینا ال‌آرآراس Tatalina, Alaska
- PATQ (ATK) فرودگاه اتکاسوک ادورد بورنل سر ممریال آتکاسوک، آلاسکا
- PATW Cantwell Airport (FAA: TTW) کنت‌ول، آلاسکا
- PAUK (AUK) فرودگاه آلاکانوک آلاکانوک، آلاسکا
- PAUM (UMT) Umiat Airport Umiat, Alaska
- PAUN (UNK) فرودگاه آنالاکلت اونالاکلیت، آلاسکا
- PAUO (WOW) فرودگاه ویلو (FAA: UUO) ویلو، آلاسکا
- PAVA (VAK) فرودگاه چواک چواک، آلاسکا
- PAVC (KVC) فرودگاه کینگ کاو کینگ کوو، آلاسکا
- PAVD (VDZ) فرودگاه والدز (Pioneer Field) والدز، آلاسکا
- PAVE (VEE) فرودگاه ونتای ونیشی، آلاسکا
- PAVL (KVL) فرودگاه کیوالینا کیوالینا، آلاسکا
- PAWB (WBQ) فرودگاه سگ آبی بیور، آلاسکا
- PAWD (SWD) فرودگاه سورد سووارد، آلاسکا
- PAWG (WRG) فرودگاه رانگل رنگل، آلاسکا
- PAWI (AIN) فرودگاه وینرایت (آلاسکا) (FAA: AWI) وین‌رایت، آلاسکا
- PAWM (WMO) فرودگاه وایت مانتین وایت ماونتن، آلاسکا
- PAWN (WTK) فرودگاه نواتاک نوئاتاک، آلاسکا
- PAWR ویتیر، آلاسکا (FAA: IEM) ویتیر، آلاسکا
- PAWS (WWA) فرودگاه واسیلا (FAA: IYS) واسیلا
- PAWT فرودگاه نظامی وینرایت ایر استیشن (FAA: AK03) وین‌رایت، آلاسکا
- PAXK فرودگاه پکسون (FAA: PXK) پکسون، آلاسکا
- PAYA (YAK) فرودگاه یاکوتت یاکوتات، آلاسکا

### PF
- PFAK (AKI) فرودگاه اکیاک آکیاک، آلاسکا
- PFAL (AET) فرودگاه آلاکاکت (FAA: 6A8) آلاکاکت، آلاسکا
- PFCB (NCN) فرودگاه چنگا بی (FAA: C05) چنگا، آلاسکا
- PFCL (CLP) فرودگاه کلارک پوینت کلارکس پوینت، آلاسکا
- PFEL (ELI) فرودگاه الیم الیم، آلاسکا
- PFKA (KUK) فرودگاه کاسیگلوک (FAA: Z09) کاسیگلوک، آلاسکا
- PFKK (KNK) فرودگاه کوکانوک (FAA: 9K2) کوکانوک، آلاسکا
- PFKO (KOT) فرودگاه کواتلیک (FAA: 2A9) کوتلیک، آلاسکا
- PFKT (KTS) فرودگاه برویگ میشن برویگ میشن، آلاسکا
- PFKU (KYU) فرودگاه کیوکوک کویوکوک، آلاسکا
- PFKW (KWT) فرودگاه کوتلوک کوئتلوک، آلاسکا
- PFNO (ORV) فرودگاه رابرت (باب) کورتیس مموریال (FAA: D76) نورویک، آلاسکا
- PFSH (SKK) فرودگاه شکتولیک (FAA: 2C7) شاکتولیک، آلاسکا
- PFTO فرودگاه توک جانکشن (FAA: 6K8) توک، آلاسکا
- PFWS (WSN) فرودگاه سوت نکنک ساوت ناکنک، آلاسکا
- PFYU (FYU) فرودگاه فورت یوکان فورت یوکان، آلاسکا

### PO
- POLI (OLI) Oliktok LRRS Airport Oliktok Point، آلاسکا

### PP
- PPIZ (PIZ) فرودگاه مرکز رادار برد بلند پوینت لی پوینت لی، آلاسکا

## PC -کیریباتی(central–جزایر فینیکس)
- PCIS (CIS) فرودگاه کنتن آیلند جزیره کانتون

## PG -جزایر ماریانا

### گوآم
همچنین رده و فهرست را ببینید.
- PGUA (UAM) پایگاه نیروی هوایی اندرسن هاگاتنا
- PGUM (GUM) فرودگاه بین‌المللی انتونیو بی وان پت (Guam International) هاگاتنا

### جزایر ماریانای شمالی
همچنین رده و فهرست را ببینید.
- PGRO (ROP) فرودگاه بین‌المللی روتا (FAA: GRO) Rota Island
- PGSN (SPN) فرودگاه بین‌المللی سایپن (Francisco C. Ada) (FAA: GSN) سایپن
- PGWT (TIQ) فرودگاه بین‌المللی تینیان (West Tinian) (FAA: TNI) Tinian Island

## PH -هاوائی
همچنین رده و فهرست را ببینید.
- PHDH (HDH) فرودگاه صحرایی دیلینگهام Waialua, Hawaii
- PHHF فرودگاه فرنچ فریگیت شوالز Tern Island، French Frigate Shoals
- PHHI (HHI) فرودگاه ویلر آرمی Wahiawa, Hawaii
- PHHN (HNM) فرودگاه هانا Hana, Hawaii
- PHIK (HIK) Hickam AFB هونولولو
- PHJH (JHM) فرودگاه کاپالوا (Kapalua West Mau'i Airport) Lahaina, Hawaii
- PHJR فرودگاه کالالوا (John Rodgers Field) Kapolei, Hawaii
- PHKO (KOA) فرودگاه بین‌المللی کونا Kailua-Kona, Hawaii
- PHLI (LIH) فرودگاه لیهوئه Lihue, Hawaii
- PHLU (LUP) فرودگاه کالاوپاپا Kalaupapa, Hawaii
- PHMK (MKK) فرودگاه مولوکای Kaunakakai, Hawaii
- PHMU (MUE) فرودگاه ویمه-کوهالا Kamuela, Hawaii
- PHNG پایگاه نیروی هوایی، دریایی کانیوهو بی Kaneohe, Hawaii، هونولولو
- PHNL (HNL) فرودگاه بین الملی هونولولو هونولولو
- PHNY (LNY) فرودگاه لانائی Lanai City, Hawaii
- PHOG (OGG) فرودگاه کاهولوی Kahului, Hawaii
- PHTO (ITO) فرودگاه بین‌المللی هیلو هیلو، هاوایی
- PHUP (UPP) فرودگاه آپولو Hawi, Hawaii

## PJ -جزیره جانستون
- PJON (JON) فرودگاه جزیره جانستون (closed 2005)

## PK -جزایر مارشال
همچنین رده و فهرست را ببینید.
- PKMA (ENT) فرودگاه صحرایی انویوتاک اگزیلیری انوتاک
- PKMJ (MAJ) فرودگاه بین‌المللی اس جزیره مارشال (Amata Kabua Int'l) ماجورو
- PKRO فرودگاه بین‌المللی جزایر مارشال (Freeflight International Airport) Roi-Namur
- PKWA (KWA) فرودگاه صحرایی ارتشی بوچولز کواجالین

## PL -جزایر لاین(کیریباتی(eastern) and U.S. territories)
- PLCH (CXI) فرودگاه بین‌المللی کسیدی Kiritimati, Kiribati (Christmas Island)
- PLPA فرودگاه پالمیرا (کوپر) جزیره مرجانی پالمیرا (U.S. territory)

## PM -جزیره مرجانی میدوی
- PMDY (MDY) فرودگاه صحرایی هندرسون (Naval Air Facility) Sand Island

## PT -جزایر کارولین(ایالات فدرال میکرونزیandپالائو)

### ایالات فدرال میکرونزی
همچنین رده و فهرست را ببینید.
- PTKK (TKK) فرودگاه بین‌المللی چوک Weno، ایالت چوک
- PTPN (PNI) Pohnpei International Airport پوناپی
- PTSA (KSA) فرودگاه بین‌المللی کوسرای (FAA: TTK) کوسرائی
- PTYA (YAP) فرودگاه بین‌المللی یپ (FAA: T11) یاپ

### پالائو
همچنین رده و فهرست را ببینید.
- PTRO (ROR) فرودگاه بین‌المللی رومن ت‌متچول (Babelthuap/Koror Airport) Airai، پالائو

## PW -جزیره ویک
- PWAK (AWK) فرودگاه ویک آیلند